# قاموس للغة الإنجليزية
قاموس للغة الإنجليزية (بالإنجليزية: A Dictionary of the English Language)‏ هو كتاب صدر في 15 أبريل 1755، من تأليف صامويل جونسون، والذي نشر في بعض الأوقات باسم قاموس جونسون، وهو أحد أكثر القواميس الإنجليزية أهمية وتاثير؛ إذ يُعد أول قاموس كامل وحقيقي لهذه اللغة.
لم يستحسن الناس ما تواجد آنذاك من القواميس للغة الإنجليزية؛ فقام مجموعة من بائعي الكتب في لندن في تاريخ يونيو 1746 بمخاطبة جونسون طالبين منه كتابة القاموس الذي أرادوه، مقابل مبلغ 1.575 جنيها. استغرق جونسون تسع سنوات لإنهاء العمل على القاموس.

## التأثير
كان للقاموس تأثير واسع النطاق على الناطقين باللغة الإنجليزية، وقد حفّز أشخاصاً مثل نواه وبستر لكتابة قواميس إنجليزية أخرى. وقد ظل مرجعاً رائعاً استخدمه الكثيرون في إعدادهم لقواميسهم، لكنّ لم يقتصر ذلك على الأشخاص وحدهم؛ بل واستخدمه واضعوا قاموس اوكسفورد.